# Soliferreum

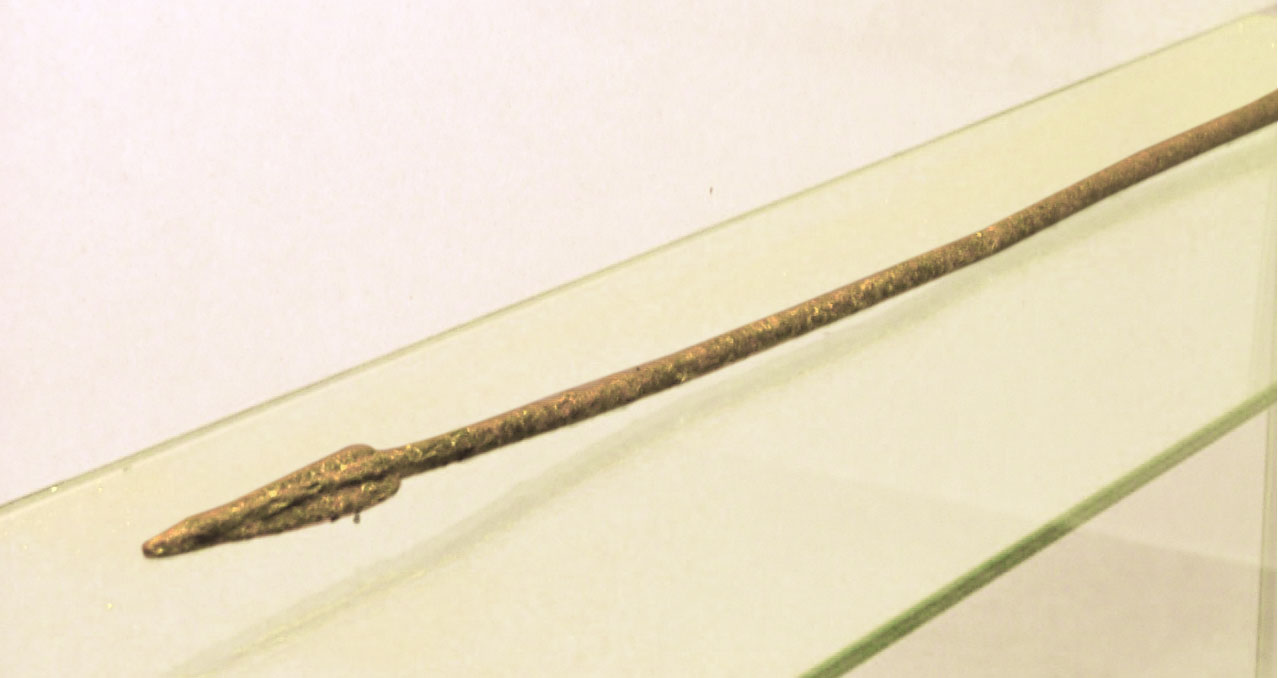
Soliferreum ibero encontrado en la Bastida de les Alcuses (Museo de Prehistoria de Valencia).

El soliferreum es un tipo de arma blanca de la Antigüedad, concretamente un tipo de lanza de origen hispano. Fue creada debido a la necesidad de disponer de un arma arrojadiza que pudiera alcanzar los 30 m al ser lanzada, y que tuviera la capacidad perforante suficiente para atravesar a esa distancia escudos y corazas. Arrojadas en salvas, podrían desorganizar una formación enemiga y colocarla en desventaja en el combate cuerpo a cuerpo que se producía justo después. La solución fue una lanza toda de hierro, forjada de una sola pieza, con una longitud media en torno a los 2 m. Mientras, en Roma, la solución fue el pilum.
El soliferreum tiene una punta muy corta, que puede adoptar varias formas: a veces se trata simplemente de un extremo aguzado del astil, pero es más frecuente que tenga dos pequeñas aletas y, en los casos más elaborados, estas aletas tienen uno o varios ganchos, diseñados para que fuera mucho más difícil extraer la punta de la herida, provocando desgarros. El astil férreo es de sección circular, más grueso en el centro y adelgazado en los extremos. Para facilitar el agarre, la parte central a menudo se engrosa bastante y aparece forjada en forma facetada, e incluso tiene unas molduras separadas unos 10 cm para que la mano no resbale con el sudor.
Debieron ser extremadamente efectivos como armas arrojadizas pesadas, porque el peso y la densidad del material del astil dotarían de gran capacidad perforante a la estrecha punta, mientras que el astil penetraría sin rozamiento por el orificio abierto por aquella, al ser más estrecho aún (en torno a 1 cm de diámetro); esto permitiría atravesar un escudo sin apenas pérdida de impulso.

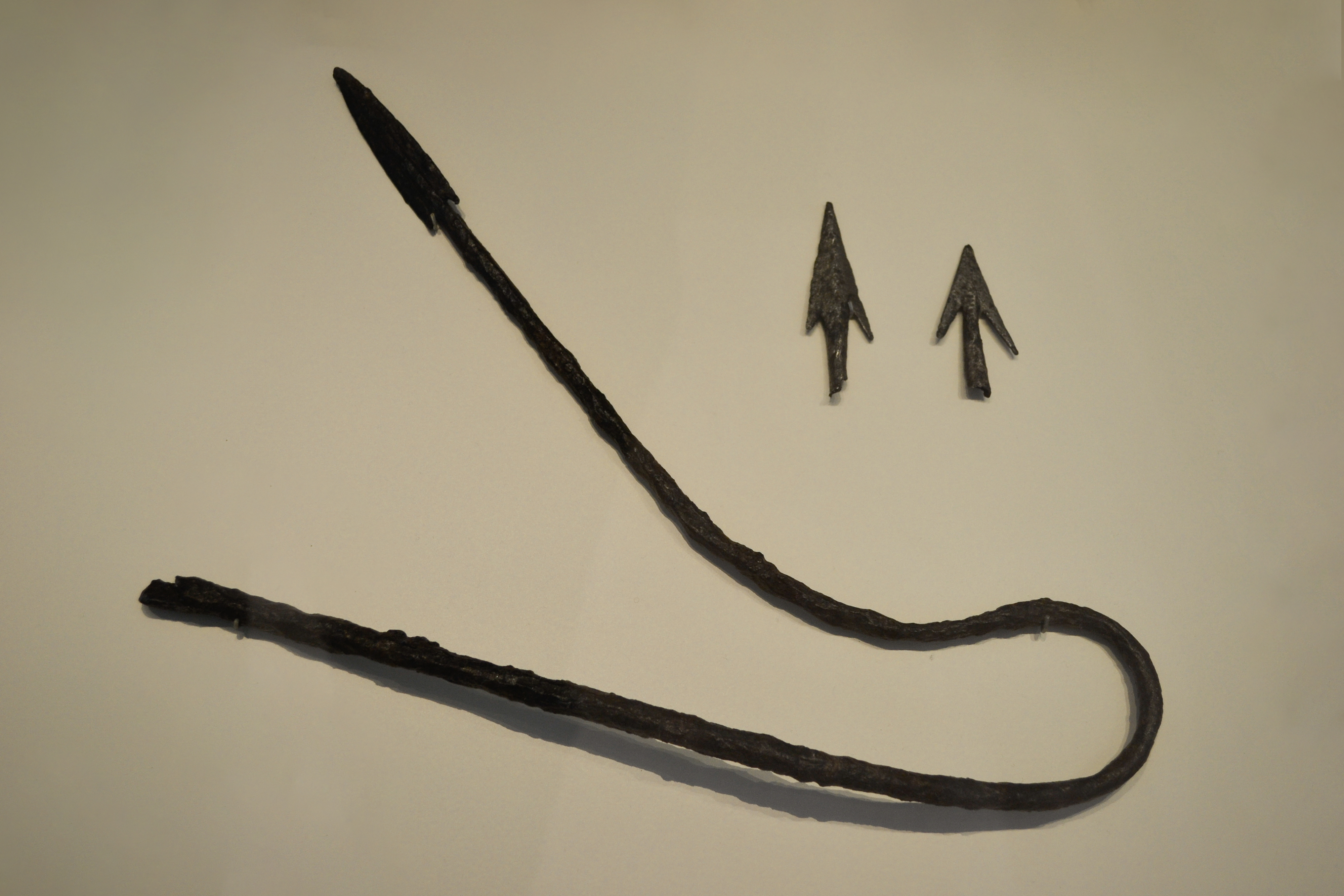
Soliferreum y puntas de flecha iberos. Necrópolis de Los Collados (Almedinilla, Córdoba). El soliferreum fue hallado doblado sobre sí mismo, debido al ritual del acto de su inutilización durante el enterramiento. Museo Arqueológico Nacional de España.

Los datos disponibles sugieren que el soliferreum apareció en la zona de Aquitania y Languedoc, justo al Norte de los Pirineos, hacia el siglo VI a. C., y que desde allí se extendió por la península ibérica, tanto por las zonas meseteñas "célticas" como por el Levante y Andalucía "ibéricos". Fue en Iberia donde alcanzó más éxito, pues por datos arqueológicos y fuentes literarias sabemos que seguía en uso a la llegada de los romanos a finales del siglo III a. C., coexistiendo con la falárica o pilum ibérico.
Al fallecer el guerrero ibérico, y como sucedía con todas sus demás armas, el soliferreum era doblado, inutilizado y enterrado junto con su dueño, para que mediante una inversión simbólica, bien documentada en fuentes literarias, resurgiera intacto en el más allá, como cuentan Heródoto o Luciano.